# Mister Internacional 2016
Mister Internacional 2016 fue la 11.ª edición del certamen Mister Internacional, correspondiente al año 2016, se realizó el 13 de febrero en el Asiatique the Riverfront en la ciudad de Bangkok, Tailandia. Candidatos de 36 países y territorios autónomos compitieron por el título. Al final del evento, Pedro Mendes, Mister Internacional 2015 de Brasil entregó el título a Paul Iskandar, de Líbano como su sucesor.

## Resultados
| Posiciones                | Candidato |
| ------------------------- | --- |
| Mister Internacional 2016 | - Líbano — Paul Iskandar |
| Primer finalista          | - Japón — Masaya Yamagishi |
| Segundo finalista         | - Italia — Vinicio Modolo |
| Top 6 (Finalistas)        | - Países Bajos — Chris Veltkamp - Tailandia — Kittikun Tansuhat - Vietnam — Nguyen Tien Dat |
| Top 9 (Semifinalistas)    | - España — Daniel Torres Moreno - India — Mudit Malhotra - Letonia — Matīss Pastars |
| Top 16 (Cuartofinalistas) | - Australia — James Carne - Brasil — Ivo Cavalcanti - Filipinas — Miguel Guia § - México — Manoly Díaz - República Checa — Josef Kůrka - Sri Lanka — Daniel DeZilva - Venezuela — Walfred Crespo |

§ Votado por el público de todo el Mundo vía internet para completar el cuadro de 16 cuartofinalistas.

### Special Awards
| Premios                           | Concursante                                                           |
| --------------------------------- | --------------------------------------------------------------------- |
| Mister Sonrisa                    | - – Nguyen Tien Dat                                                   |
| Mister Personalidad               | - – Paul Iskandar                                                     |
| Mister Korat Fotogénico           | - – Kittikun Tansuhat                                                 |
| Mejor Modelo Internacional        | - – Masaya Yamagishi                                                  |
| Mister Simpatía                   | - - James Carne                                                       |
| Missosology People's Choice Award | - Miguel Guia                                                         |
| Mister Fotogénico Internacional   | - - Francisco Vergara                                                 |
| Mejor Traje Nacional              | - Rokesh Tandukar                                                     |
| Mister Telegénico                 | - - Daniel DeZilva Top 3: - - Daniel Torres Moreno - - Vinicio Modolo |

## Candidatos
35 países compitieron por el título de Mister Supranacional 2023:.
| - Australia — James Carne - Bélgica — Mitchell Spruyt - Bolivia — Alex Limpias - Brasil — Ivo Cavalcanti - Camboya — Nou Ousakphear - Canadá — Chris Synder - China — Haodong Lan - Corea del Sur — Guyeong Jung - El Salvador — Robin Balses - España — Daniel Torres Moreno - Estados Unidos — Anthony Pérez - Filipinas — Miguel Mari D. Guia - Guam — Jon Kanemoto - Hong Kong — Kyle Lee - India — Mudit Malhotra - Indonesia — Richard Liem - Italia — Vinicio Modolo | - Japón — Masaya Yamagishi - Letonia — Matīss Pastars - Líbano — Paul Iskandar - Malasia — Lew Voon Khong - México — Manoly Diaz - Myanmar — Kyi Phyu Aung - Nepal — Rokesh Tandukar - Países Bajos — Chris Veltkamp - Paraguay — José Lucas Barros Lima - Polonia — Jan Dratwicki - Puerto Rico — Francisco Vergara - República Checa — Josef Kůrka - Rusia — Emilio Fayzulini - Singapur — Sebastian Foo - Sri Lanka — Daniel Rene DeZilva Wijewardena - Tailandia — Kittikun Tansuhat - Venezuela — Walfred José Crespo Urribarri - Vietnam — Nguyen Tien Dat |

## Sobre los países de Mister Inernacional 2016

### Naciones que debutan en la competencia
- Nepal
- Paraguay

### Naciones que regresan a la competencia
compitió por última vez en 2008:
- Hong Kong

compitieron por última vez en 2013:
- El Salvador
- Rusia

compitieron por última vez 2014:
- Canadá
- Letonia

### Naciones que se retiran de la competencia
- Colombia
- Dinamarca
- Georgia